# Arne Mårtensson
Arne Mårtensson, född 1951 i Vänersborg, är en svensk företagsledare.

## Biografi
Mårtensson blev civilekonom vid Handelshögskolan i Stockholm, där han var Handelshögskolans i Stockholm studentkårs ordförande 1972-1973.
Han var VD för Svenska Handelsbanken 1991-2001 och dess styrelseordförande 2001-2006. Hans företrädare på båda posterna var Tom Hedelius och efterträdare på båda posterna var Lars O Grönstedt. Han var också vice ordförande i Ericsson samt medlem i styrelserna för Industrivärden, Sandvik, Holmen, Skanska och Vin&Sprit fram till 2006.
Mårtensson uppmärksammades när han 2006 vid sin pensionering meddelade att han lämnade alla sina uppdrag för att ge sig ut på en tre år lång jordenrunt-segling tillsammans med sin fru.

## Utmärkelser
- Ekonomie hedersdoktor vid Handelshögskolan i Stockholm (ekon. dr. h.c.) 2001
- Serafimermedaljen 2004 för "betydelsefulla insatser inom svenskt näringsliv, särskilt bankväsendet".